# Orgueil et Préjugés (film, 2005)
Pour les articles homonymes, voir Orgueil et Préjugés (homonymie).
Pour plus de détails, voir Fiche technique et Distribution.
Orgueil et Préjugés (Pride & Prejudice) est une coproduction américano-franco-britannique réalisée par Joe Wright, sortie en 2005. Alors que cette œuvre majeure de la littérature anglaise a donné lieu à de très nombreuses adaptations télévisées depuis 1938, la dernière adaptation de la BBC datant de 1995, il s'agit seulement du deuxième tournage pour le grand écran, après le film en noir et blanc de Robert Z. Leonard sorti en 1940, avec Greer Garson et Laurence Olivier.
Le film est tourné en Angleterre au cours de l'été 2004 dans des décors naturels et des demeures du patrimoine historique avec des acteurs souvent reconnus internationalement, comme Keira Knightley (Elizabeth), Donald Sutherland (Mr Bennet) ou Rosamund Pike (Jane Bennet) et un budget élevé. Il a plu à la fois aux fidèles de Jane Austen, aux amateurs d' heritage films britanniques et à un public beaucoup plus large et plus jeune, attiré par une histoire d'amour en costumes. Il offre un réalisme plus cru (gritty realism) que les adaptations classiques, avec des techniques de prise de vues audacieuses et un montage dynamique, valorisés par le grand écran.
Le film est fidèle dans les grandes lignes au roman Orgueil et Préjugés (Pride and Prejudice) de Jane Austen, qui raconte comment Elizabeth Bennet, intelligente, spirituelle, sans fortune ni relation, et Mr Darcy (interprété ici par Matthew Macfadyen), riche propriétaire terrien, apprennent à s'aimer en luttant contre leur orgueil et en dépassant leurs préjugés. Il privilégie l'histoire d'amour et simplifie les relations entre Darcy et Elizabeth : il est plus réservé et raisonnable qu'orgueilleux, elle est plus passionnée et facilement moqueuse, que gaie et spirituelle. Les réactions et les attitudes des personnages sont modernisées, de même que leur langage, ce qui les rend plus compréhensibles à un jeune public contemporain. Le choix délibéré et systématique, pour Elizabeth, de vêtements débraillés, froissés et ternes, de coiffures échevelées, étonne. Ils sont peu plausibles chez des aristocrates et dans la gentry. La famille Bennet est simple, unie et aimante, Mrs Bennet agitée, sotte, gaffeuse. Mr Bennet est un gentleman farmer moins sarcastique et plus négligé que l'original, Jane est sérieuse et timide comme dans le roman. Dans ce dernier, leur maison est loin de ressembler à une ferme mal tenue où circule un cochon et où le désordre et le bruit règnent. Même si Mary est un bas-bleu un peu ridicule, Catherine et Lydia des adolescentes intenables entichées de garçons, de préférence en uniforme, ce monde ressemble davantage à Little Women (Les Quatre Filles du docteur March) qu'à celui de Jane Austen. Il manque la virtuosité et l'humour de la critique sociale, la complexité des sentiments et leur évolution. Les décors naturels et les lieux de tournage sont somptueux.

## Synopsis

### Dans le Hertfordshire

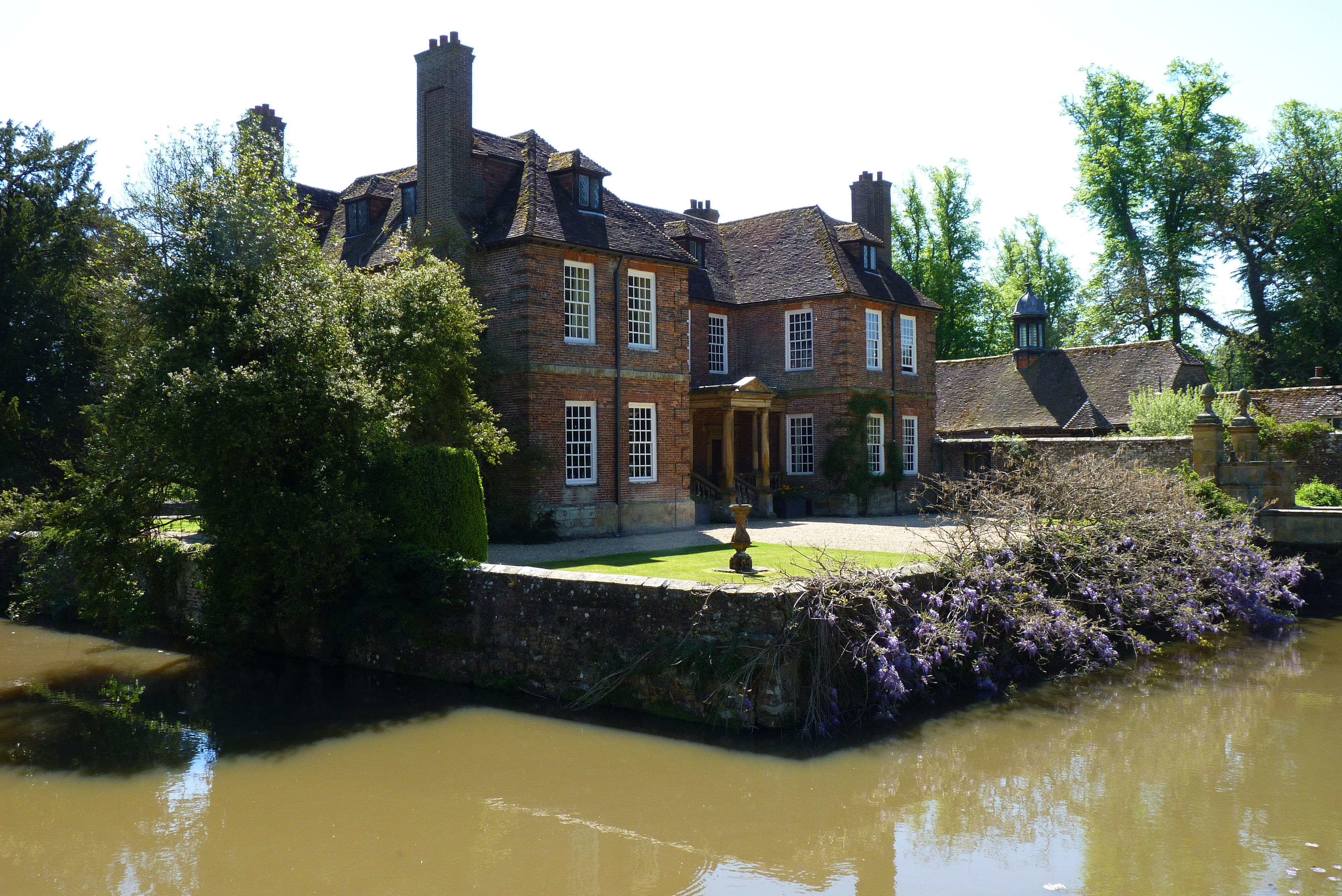
Groombridge Place est Longbourn, la demeure du gentleman farmer, Mr Bennet.

Elizabeth (Keira Knightley), surnommée "Lizzy", une jolie fille à l'esprit vif qui observe la société où elle évolue et se moque volontiers des sots, rentrant d'une promenade matinale, entend sa mère annoncer qu'un certain Charles Bingley, jeune, riche et célibataire, a loué le domaine voisin de Netherfield, et s'y est installé avec sa sœur, Caroline, et son meilleur ami, Mr Darcy. Mrs Bennet, qui a cinq filles à établir, espère que ce Bingley distinguera l'une d'elles et que toute la famille en tirera profit. Mr Bennet consent à dire qu'il a rencontré Bingley et que ce dernier viendra au bal donné à Meryton. Au bal, où l'arrivée tardive des nouveaux venus jette un froid, Bingley tombe sous le charme de Jane Bennet qu'il ne quitte pas de la soirée, tandis qu'Elizabeth, accompagnée de sa meilleure amie Charlotte, se heurte au beau, riche et très orgueilleux Mr Darcy. Elle l'a entendu affirmer à Charles qu'il ne la trouve pas assez jolie pour l'inviter à danser et, le prenant en grippe, trouve l'occasion d'engager une joute verbale avec lui. Kitty et Lydia, elles, ont appris à leur grande joie l'arrivée imminente d'un régiment.
Le lendemain, Jane reçoit une invitation à dîner de la part de Caroline Bingley. Mrs Bennet l'empêche de prendre la voiture et l'oblige à s'y rendre à cheval alors que l'orage menace. Arrivée trempée, Jane tombe malade et se voit obligée de séjourner quelque temps à Netherfield, à la satisfaction de sa mère qui imagine déjà un beau mariage. Elizabeth, bravant la boue, vient voir sa sœur et passe ainsi un long moment avec les Bingley et Darcy, observant le caractère de ses hôtes : Caroline, hautaine et moqueuse, qui tente de séduire Mr Darcy ; Charles aimable et amical ; Darcy, solennel et emprunté. Mais Elizabeth l'intrigue et l'attire. Elle apprend qu'il a une jeune sœur, Georgiana. Mrs Bennet, accompagnée de ses trois autres filles, s'invite à Netherfield pour chercher ses deux aînées. Kitty et Lydia arrachent à Bingley la promesse de donner un bal à Netherfield. Quand les Bennet prennent congé, Darcy prend la main d'Elizabeth afin de l'aider à monter en voiture. Elle le regarde avec une surprise choquée, il s'écarte brusquement, l'air troublé et comme mécontent.

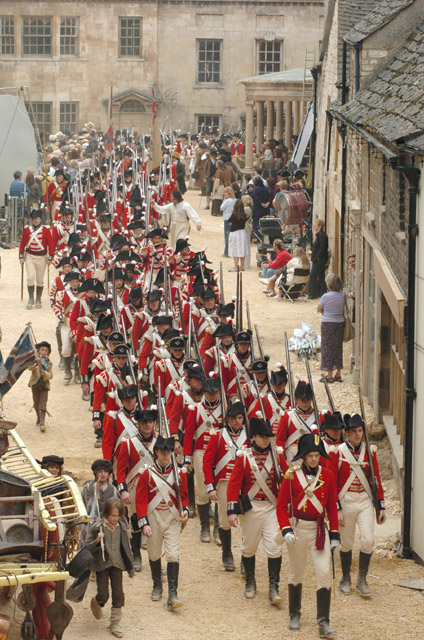
Une scène tournée à Stamford : l'arrivée du régiment du colonel Forster à Meryton.

Arrive pour le dîner Mr Collins, cousin et héritier de Mr Bennet, puisque le domaine ne peut être transmis qu'à un héritier mâle. Pasteur pompeux et condescendant, entiché de noblesse, il annonce son intention de prendre pour épouse une des demoiselles Bennet. Il a jeté son dévolu sur Jane mais Mrs Bennet le dirige vers Lizzy. Au cours du dîner, il montre son caractère : vaniteux, obséquieux, d'une galanterie démodée et ridicule. Elizabeth prend plaisir à se moquer de son allure et de sa stupidité.
Le lendemain, les filles vont assister à une parade militaire. Elles font la connaissance du séduisant lieutenant Wickham, qui les accompagne à la mercerie. Elizabeth est très attirée par ce jeune homme particulièrement avenant et courtois. Lorsqu'il les raccompagne, ils rencontrent Bingley et Darcy, qui arrivent à cheval. Wickham et Darcy, s’étant remarqués, se regardent très froidement, jusqu’à ce que Darcy s'éloigne au galop. Elizabeth demande à Wickham des explications qu'il s'empresse de lui donner : il connaît très bien Darcy, avec qui il a grandi ; ce dernier, jaloux, l'aurait dépouillé du legs d'une cure fait par Darcy père qui aimait Wickham comme un fils, l'obligeant à se tourner vers l'armée. Ces confidences confirment Elizabeth dans l'opinion négative qu'elle s'est faite de Mr Darcy.

### Le bal à Netherfield et ses suites
Les demoiselles Bennet se préparent pour le bal de Netherfield.
Mais Elizabeth y cherche en vain Mr Wickham. Très déçue, elle apprend qu'il a dû décliner l'invitation, retenu ailleurs pour affaire. Après avoir dû danser avec un Collins bien décidé à lui tenir compagnie toute la soirée, elle réussit à trouver refuge auprès de Charlotte. Mr Darcy lui fait soudain face, l'invitant avec autant de brusquerie que de solennité. Prise au dépourvu, elle accepte, elle-même étonnée de sa réponse. Elle est tendue, leur conversation tourne à l'affrontement verbal. Lorsqu'elle mentionne Wickham, il semble très mal à l'aise. Devenus silencieux, ils sont un temps comme seuls sur la piste ; puis, la danse s'achevant, ils se séparent.
Charlotte affirme à Elizabeth que Jane devrait montrer davantage à Bingley qu'elle apprécie ses attentions. La suite de la soirée confirme la mauvaise éducation de la famille Bennet, mais Charles sourit amoureusement à Jane. Le voyant, Caroline, inquiète, confie à son frère qu'elle ne comprend pas comment il peut songer à épouser une demoiselle Bennet.
Le lendemain à Longbourn, au déjeuner, Mr Collins demande expressément à parler à Elizabeth en privé. Toute la famille reste à écouter sa demande en mariage derrière la porte. Elizabeth refuse avec horreur. L'insistance du pasteur a pour conséquence de la mettre en rage et de la faire se réfugier dans le jardin, seule. Mrs Bennet, furieuse du refus de sa fille, essaie d'obtenir le soutien de son mari. Mr Bennet sort rejoindre sa fille qui confirme son refus. Il prend alors son parti, au grand désespoir de sa femme.
Après une altercation avec sa mère, qui la voyait déjà mariée et leur conservant le domaine, Elizabeth regagne la maison et y trouve Jane, effondrée, une lettre à la main. Caroline lui annonce que Charles doit partir, sans doute définitivement, pour Londres, et qu'elle a bon espoir qu'il épouse un jour Georgiana Darcy. Elizabeth, certaine que Caroline, qui désapprouve l'inclination de son frère, est responsable de son départ, pousse sa sœur à aller à Londres chez leur oncle Gardiner, persuadée qu'elle aura ainsi la chance de revoir rapidement Bingley.
Peu après son départ, Charlotte vient rendre visite à Elizabeth et lui annonce ses fiançailles avec Mr Collins. Elizabeth s'indigne, incapable de comprendre le choix de son amie, qu'elle finit par accepter cependant, car celle-ci n'a pas d'autre solution pour assurer son avenir.

### Dans le Kent: Hunsford et Rosings Park
Quelques semaines plus tard, Elizabeth rend visite à Charlotte au presbytère de Hunsford, où elle s'est installée avec Mr Collins. Invitée à dîner chez Lady Catherine de Bourgh dans sa somptueuse demeure de Rosings Park, elle a la surprise de découvrir que Mr Darcy s'est également invité, usant de son droit de neveu de Lady Catherine. Lors de cette soirée, Elizabeth excelle en vivacité d'esprit, et, face à la morgue de Lady Catherine qui lui reproche une éducation négligée, défend son point de vue avec assurance. Darcy, qui profite d'un moment où elle est seule au piano pour venir lui expliquer combien il lui est difficile de converser avec des étrangers, semble blessé par les reproches qu'elle lui adresse à propos de son comportement asocial. Le lendemain, il vient la voir au presbytère, mais est incapable de lui parler et repart, confus et agité.
Lors d'un mortel office religieux présidé par Mr Collins, Elizabeth apprend du colonel Fitzwilliam que c'est Darcy et non Caroline qui a séparé Bingley de Jane. Effondrée, elle part, à pied, réfléchir dehors, malgré la pluie qui commence à tomber. Alors qu'elle se réfugie dans une folie, elle découvre que Darcy l'a suivie. Il demande sans hésiter sa main, lui faisant l'aveu d'un amour irrépressible, en dépit du manque de tenue de sa famille et de leur différence de statut social. Elizabeth, malgré son attirance pour lui, est scandalisée et le repousse sans ménagement. Elle lui reproche sa hauteur, puis d'avoir brisé le cœur de sa sœur. Il critique le comportement de sa famille, elle l'accuse d'infamie envers Wickham. Blessé et vexé, Darcy se retire et Elizabeth passe le reste de la journée à ruminer sur ce qui s'est passé.
Le soir, Darcy vient déposer une lettre. Elle le voit approcher, mais reste silencieuse. Lui, explique qu'il ne revient pas lui faire part de ses sentiments mais plutôt répondre aux deux accusations qu'elle a proférées à son encontre. Dans cette lettre (lue exclusivement en voix off), il reconnaît s'être trompé à propos des sentiments de Jane puis explique pourquoi il méprise Wickham : oui, son père l'aimait comme un fils et souhaitait lui confier une cure, mais Wickham, ne souhaitant pas entrer dans les ordres, réclamait à la place un dédommagement financier qu'il a dilapidé au jeu en quelques semaines, puis a demandé de nouveau de l'argent que lui, Darcy, a refusé de lui donner. Il a alors tenté d'enlever sa petite sœur, dont il convoitait les 30 000£ de dot. Mais lorsqu'il lui fut dit clairement qu'il n'en toucherait rien, il a disparu, laissant la toute jeune Georgiana le cœur brisé.
Jane et Elizabeth sont revenues à Longbourn. Elizabeth cache à Jane ce qu'elle a appris de Darcy et Jane jure à sa sœur qu'elle ne pense plus à Bingley, qu'elle n'a pas eu l'occasion de rencontrer à Londres. Lydia, la benjamine, vient de se voir proposer par la femme du colonel Forster un séjour à Brighton, où le régiment prend ses quartiers d'été, et elle est surexcitée à l'idée de pouvoir faire prochainement la connaissance d'une quantité de soldats, de s'amuser et, pourquoi pas, se trouver un époux alors qu'elle n'a que quinze ans. Elizabeth, qui connait la faiblesse de caractère et la frivolité de sa jeune sœur, essaie de dissuader son père d'accepter. Mais Mr Bennet, refusant de l'écouter, autorise le voyage, confiant dans la surveillance des Forster.

### Pemberley

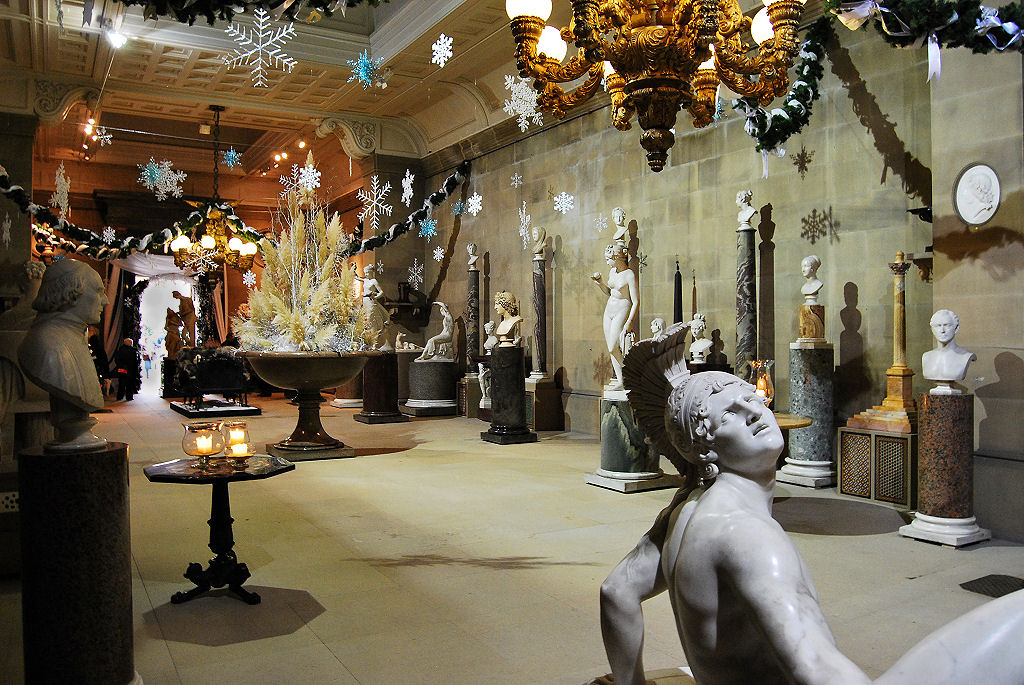
La Galerie des sculptures à Chatsworth House (nov 2009).

Lydia partie, les Gardiner, en visite dans la famille, proposent à Elizabeth de les accompagner dans leur voyage estival à travers le Derbyshire. Elle accepte, pensant que cela la réconfortera, et reste émerveillée par les beautés naturelles de la région. Lors d'une étape, Mrs Gardiner lui annonce que, se trouvant non loin de Pemberley, ils envisagent de visiter la somptueuse résidence de Mr Darcy, puisqu'elle est ouverte au public. Cette annonce inquiète Elizabeth qui tente de les convaincre de ne pas s'arrêter à Pemberley, prétextant que Mr Darcy est quelqu'un de trop hautain, et « ...si...si...riche ». Sa tante se moque d'elle, la trouvant bien snob de reprocher au pauvre Mr Darcy sa richesse, ajoutant que, les riches propriétaires séjournant rarement dans leur domaine, on ne risque pas de le croiser. Elizabeth accepte donc de visiter Pemberley, découvrant une demeure tellement somptueuse et immense qu'elle ne peut s'empêcher d'éclater de rire, non de dérision mais d'incrédulité, se souvenant qu'il lui a été proposé d'en devenir la maîtresse.

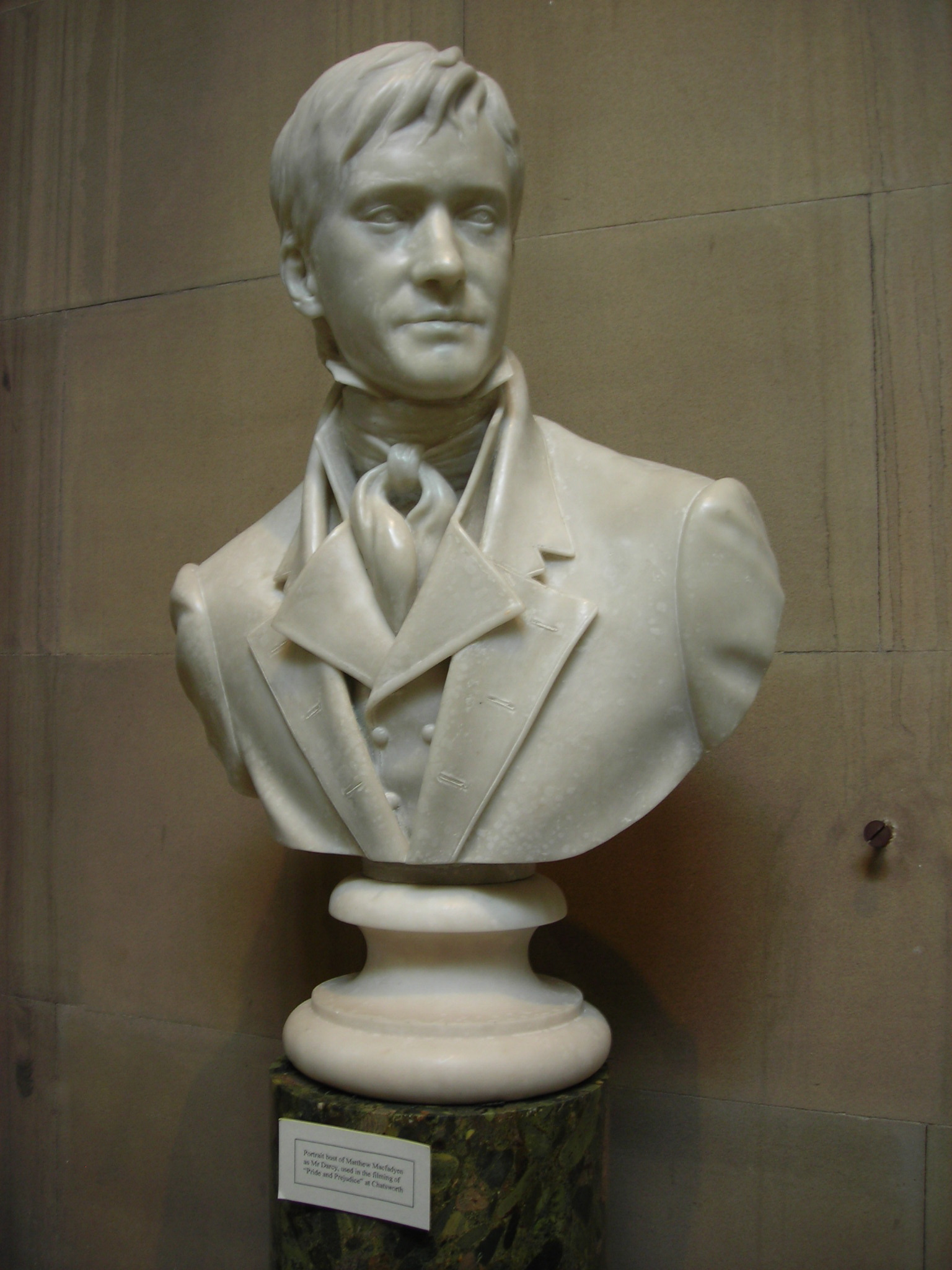
Le buste de Darcy que contemple Elizabeth.

La caméra suit en vue aérienne la voiture des Gardiner, puis montre Elizabeth, seule, en plongée et en plan d'ensemble, arpentant le corridor carrelé, les yeux levés vers le plafond en trompe-l'œil. Elle la suit ensuite dans la Galerie des sculptures, remplie de statues de marbre, parmi lesquelles elle déambule lentement, frôlant leurs rondeurs de la main. Elle s'arrête devant un buste de Darcy qu'elle contemple longuement et avec intensité, étonnée par les révélations de l'intendante. Plus tard, elle s'avance, seule encore, plus avant dans le château, l'air rêveur, de plus en plus troublée d'être dans cette demeure qui aurait pu devenir la sienne. Entrant dans un salon luxueux, elle entend jouer du piano. Curieuse, elle entrouvre la porte d'où la musique semble provenir, et aperçoit dans un miroir le reflet de la pianiste, une mince jeune fille. Pendant qu'elle l'observe, elle voit Darcy, de dos, venir surprendre sa sœur, lui manifestant son affection avec beaucoup de spontanéité. Elizabeth, surprise, gênée, consciente de son indiscrétion, lâche brutalement la poignée de la porte. Il se retourne, la voit se sauver, la rattrape sur une terrasse et se montre alors si courtois et amical qu'elle en est profondément troublée, et lui précise, avant de partir, à pied, qu'elle voyage avec son oncle et sa tante et qu'ils séjournent à l'auberge.
Elizabeth, quittant sa chambre pour rejoindre son oncle et sa tante dans la salle à manger de l'auberge et les trouvant en grande conversation avec Darcy, reste cachée jusqu'à son départ. Lorsqu'elle les rejoint, ils lui disent combien ils sont sensibles à la délicatesse du jeune homme qui les a conviés à déjeuner à Pemberley dès le lendemain. Elizabeth y rencontre alors officiellement Georgiana, jeune fille élégante mais simple, qui lui manifeste une sympathie inattendue et lui précise que son frère lui a beaucoup parlé d'elle. Darcy se montre particulièrement chaleureux, courtois et amical.
Il les raccompagne à l'auberge, où une lettre de Jane attend Elizabeth. Elle apprend avec horreur que Lydia s'est enfuie de Brighton avec Wickham, prétendant qu'ils allaient se marier, et que Mr Bennet est parti pour Londres dans le but de les retrouver. La famille risque le déshonneur si Wickham n'épouse pas Lydia. Darcy se reproche de ne pas avoir dévoilé les agissements de Wickham, puis prend congé. Les Gardiner repartent en grande hâte avec leur nièce, inquiète pour ses sœurs et sa mère. Son oncle se propose de regagner ensuite Londres afin d'aider Mr Bennet dans ses recherches.

### Retour à Longbourn

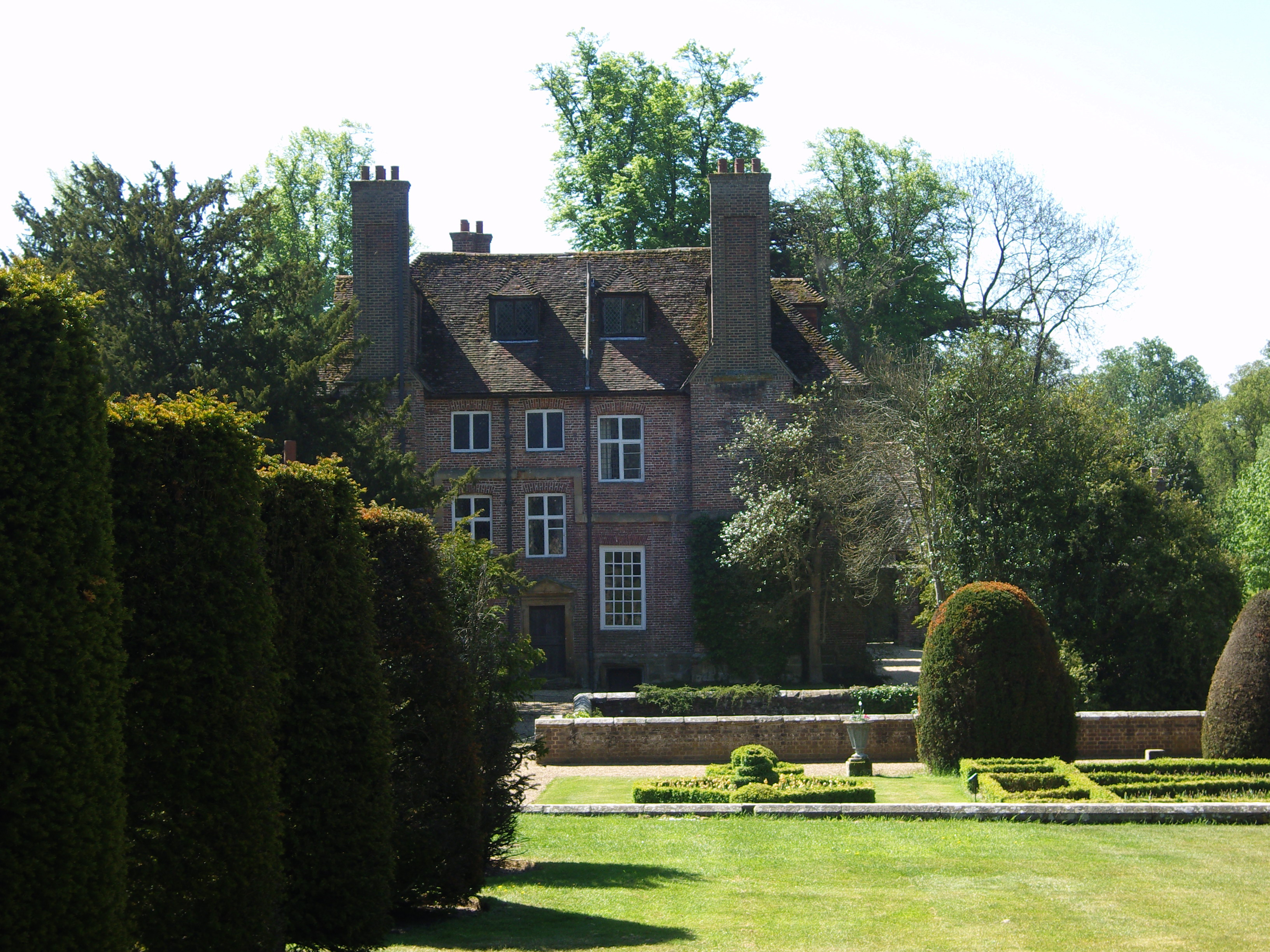
Longbourn abrite une famille unie et aimante, déstabilisée par le faux pas de Lydia.

Au retour, Elizabeth trouve sa mère effondrée, criant que personne ne voudra de ses autres filles maintenant que leur sœur a commis l'irréparable. Mr Bennet revient, puis arrive une lettre de son beau-frère annonçant que Lydia et Wickham ont été retrouvés : il accepte de l'épouser, ce qui évite le scandale, moyennant une rente mensuelle modique. Cette nouvelle comble de joie Mrs Bennet, ravie que sa plus jeune fille soit déjà mariée. Elizabeth ne comprend pas la réaction de sa mère et s'inquiète de ce qu'a dû débourser Mr Gardiner.
Avant de partir pour le Nord, les Wickham reviennent à Longbourn. Lydia parade devant ses sœurs, ravie d'avoir réussi, elle, à être déjà mariée. Mrs Bennet semble très fière de sa fille et crie sa joie sur tous les tons, ce qui agace Elizabeth, certaine que ce mariage n'est qu'un replâtrage de la bêtise de Lydia. Au cours du repas, cette dernière laisse échapper que c'est Darcy qui les a retrouvés et qu'il a lui-même arrangé le mariage. Elizabeth comprend qu'il a contraint Wickham, payé son brevet d'officier et toute la cérémonie ; elle est stupéfaite d'une telle générosité envers sa famille.
En allant à Meryton, Mrs Bennet et ses filles apprennent le retour de Bingley à Netherfield. Jane est bouleversée par cette nouvelle, mais jure y être indifférente. Bingley et Darcy ne tardent pas à se rendre chez les Bennet qui se dépêchent de rendre le salon présentable. Si elles se montrent contentes de voir Bingley, elles restent réservées à l'égard de Darcy. Elizabeth, cependant, se montre très courtoise, lui faisant comprendre qu'elle regrette de le voir repartir si vite. En effet, il a annoncé son départ pour le lendemain. Les jeunes gens ayant assez brusquement pris congé, Elizabeth et Jane se retrouvent seules pour bavarder : Jane affirme encore être parfaitement indifférente à Mr Bingley, ce que sa sœur ne croit pas. Elizabeth, maintenant amoureuse elle aussi, lui avoue s'être trompée au sujet de Darcy. Dans le jardin, Bingley répète avec l'aide de Darcy une demande en mariage, puis, plus tard dans l'après-midi, revient seul chez les Bennet, sollicitant un entretien en tête-à-tête avec Jane. Mrs Bennet, très énervée, oblige toutes ses autres filles à quitter le salon. Charles Bingley s'excuse alors auprès de Jane et demande sa main, ce que la jeune fille accepte à la grande joie de toute la famille, qui écoutait à la porte. Elizabeth sort s'isoler sous un arbre tandis que Darcy s'éloigne dans les champs.
La caméra, balayant la façade dans la soirée, montre, à travers les fenêtres, Jane et Elizabeth discutant dans leur chambre de la nécessité de trouver le « bon » mari, puis Mr et Mrs Bennet dans la leur, exprimant leur satisfaction de voir unis deux jeunes gens aux caractères si semblables. Mais, durant la nuit, on frappe violemment à la porte d'entrée. C'est Lady Catherine qui exige très impoliment de pouvoir s'entretenir de toute urgence avec Elizabeth, car elle a eu vent d'une rumeur : Mr Darcy et elle seraient fiancés. Elizabeth le nie avec beaucoup de vivacité. Lady Catherine exige alors d'elle la promesse de ne jamais accepter d'épouser Darcy. Mais, repoussant avec dignité les réflexions méprisantes et les insinuations perfides de la noble dame, la jeune fille la met à la porte sans lui donner satisfaction.

### Dénouement
Elizabeth ne retrouve pas le sommeil, se demandant si Darcy serait à l'origine de la rumeur. Au petit matin, elle sort marcher dans les prés. Elle voit au loin Mr Darcy surgir de la brume et se diriger vers leur maison et le rejoint. Il lui avoue avoir appris la visite de sa tante, qui lui a donné de l'espoir ; il espère qu'elle lui pardonnera son comportement passé, puis renouvelle sa demande en mariage, qu'Elizabeth accepte.
Plus tard, pendant qu'il s'entretient avec Mr Bennet, elle attend impatiemment devant la porte, puis, lors de son propre entretien avec son père, lui révèle le rôle de Darcy dans le mariage de Lydia. Mr Bennet, stupéfait d'une telle nouvelle et d'une telle générosité, ne peut plus mettre en doute l'attachement d'Elizabeth pour Darcy et accepte donc de lui donner sa fille préférée, lui glissant toutefois à l'oreille qu'il ne l'aurait jamais laissée partir avec un homme qui n'aurait pas été digne d'elle. Observant, pendant ce temps, Darcy qui fait les cent pas dehors, les autres commentent avec surprise ce dénouement inattendu.

## Fiche technique
- Titre original : Pride & Prejudice

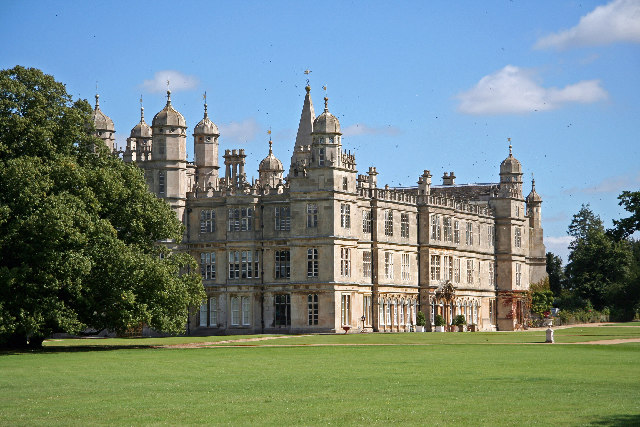
Burghley House représente Rosings Park

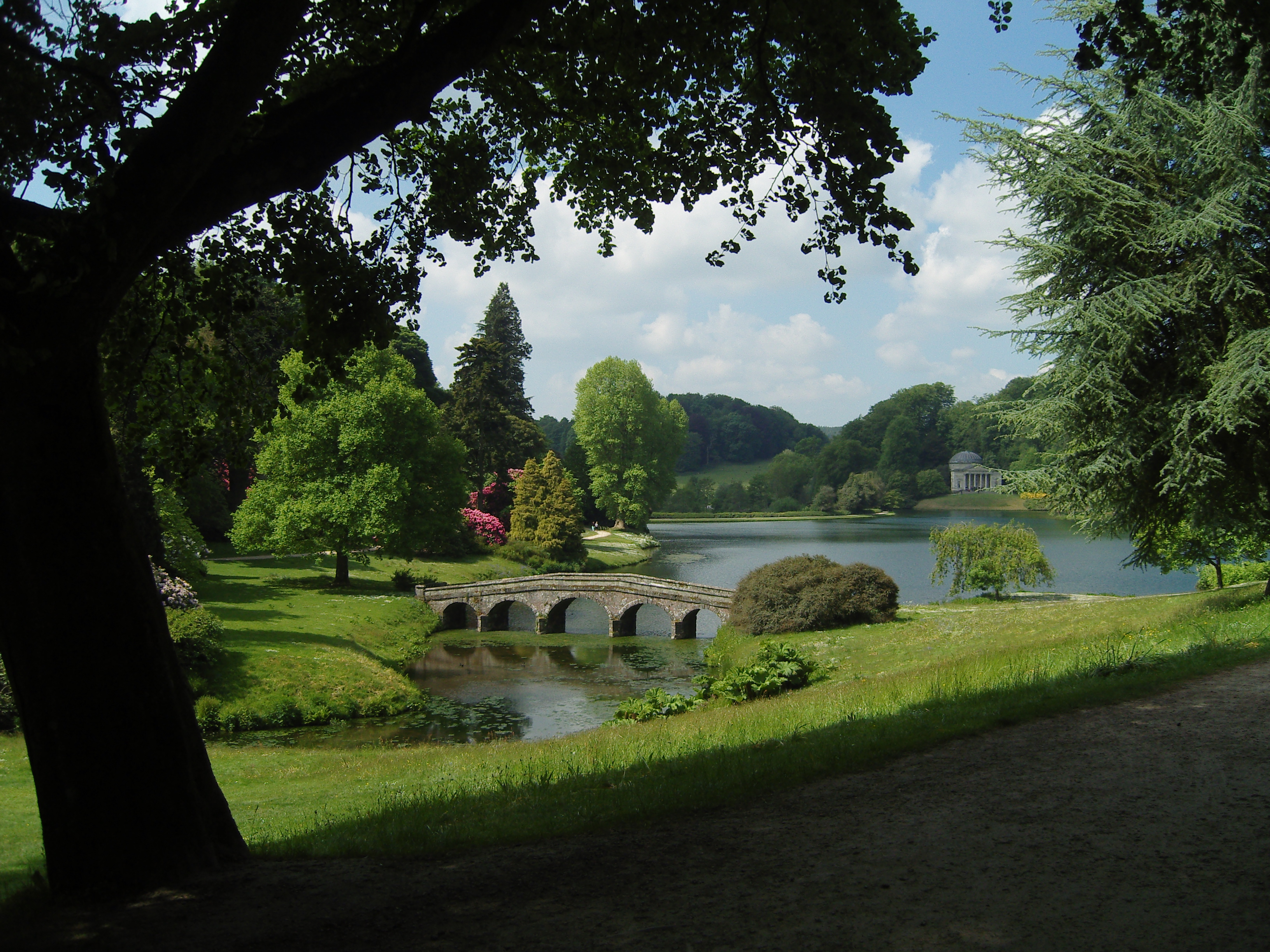
Le parc de Stourhead (Rosings), où Elizabeth cherche le calme

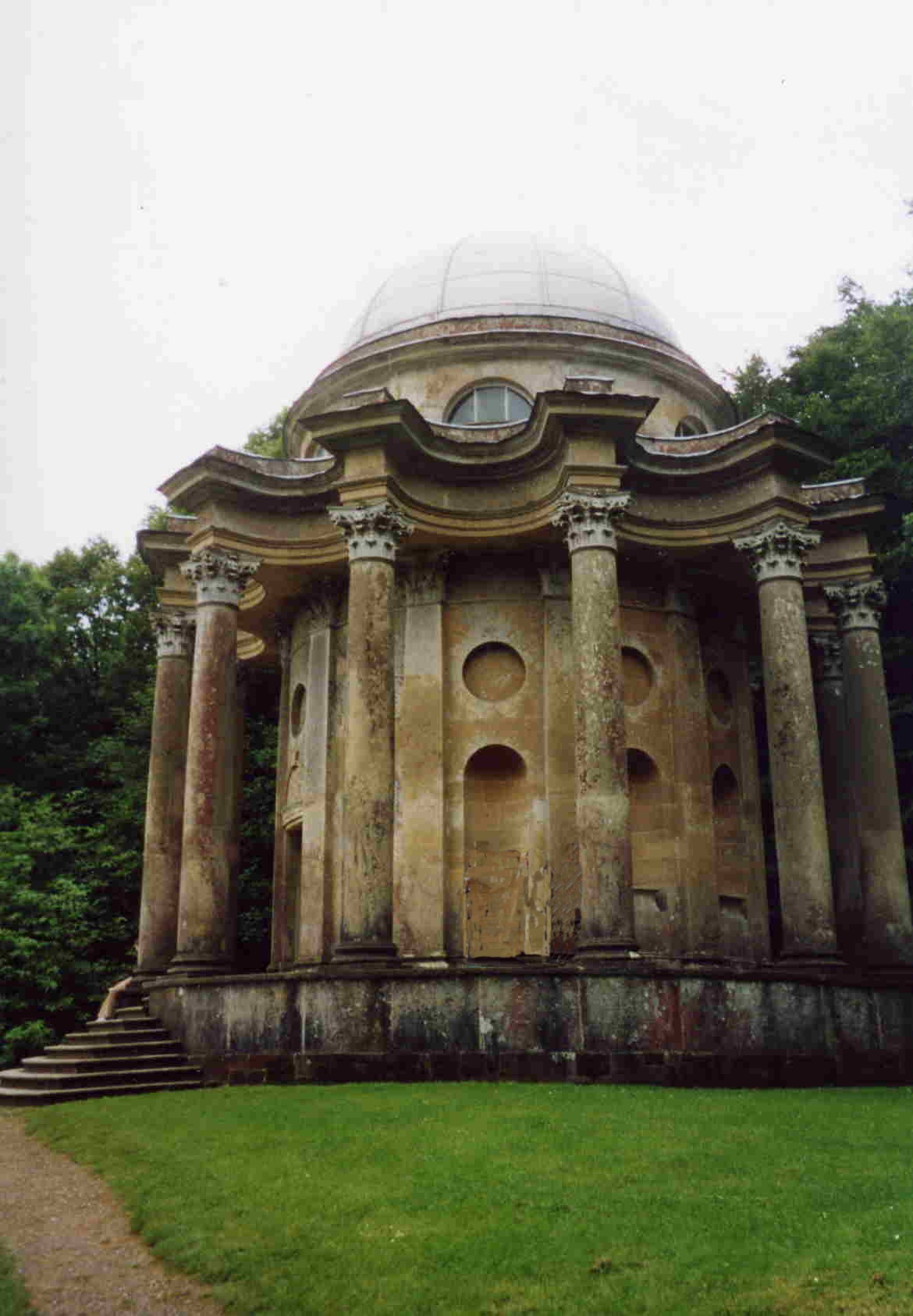
Stourhead, le temple d'Apollon (lieu de la première demande en mariage de Darcy).

- Titre français : Orgueil et Préjugés
- Réalisation : Joe Wright
- Scénario : Deborah Moggach et Emma Thompson (remerciement spécial), d'après le roman Orgueil et Préjugés de Jane Austen
- Musique : Dario Marianelli
- Photographie : Roman Osin
- Décors : Sarah Greenwood (en)
- Costumes : Jacqueline Durran
- Production : Tim Bevan, Eric Fellner, Paul Webster (en), Liza Chasin (en) et Debra Hayward
- Société de production : Universal Pictures, StudioCanal
- Budget : 28 millions de dollars
- Pays de production :  Royaume-Uni,  France,  États-Unis
- Langue originale : anglais
- Format : couleur - 2,35:1 - 35 mm - DTS / Dolby Digital
- Genre : comédie romantique
- Durée : 127 minutes
- Dates de sortie[14] :
  - Allemagne : 25 juillet 2005 (première mondiale ; Festival de Hambourg)
  - Canada : 11 septembre 2005 (Festival de Toronto)
  - Royaume-Uni : 16 septembre 2005
  - Suisse : 29 septembre 2005 (Suisse alémanique) ; 4 janvier 2006 (Suisse romande)
  - France : 12 octobre 2005 (Festival de Dinard) ;  18 janvier 2006 (sortie nationale)
  - Belgique : 12 octobre 2005
  - États-Unis : 10 novembre 2005 (première à New York) ; 11 novembre 2005 (sortie limitée) ; 23 novembre 2005 (sortie nationale)

## Distribution
- Keira Knightley (VF : Sybille Tureau ; VQ : Catherine Sénart) : Elizabeth Bennet
- Matthew Macfadyen (VF : Guillaume Lebon ; VQ : François Godin) : Mr Darcy
- Simon Woods (VF : Cédric Dumond) : Mr Bingley
- Kelly Reilly (VF : Claire Guyot) : Caroline Bingley
- Rosamund Pike (VF : Laura Blanc ; VQ : Valérie Gagné) : Jane Bennet
- Jena Malone (VF : Barbara Tissier ; VQ : Johanne Lebrun) : Lydia Bennet

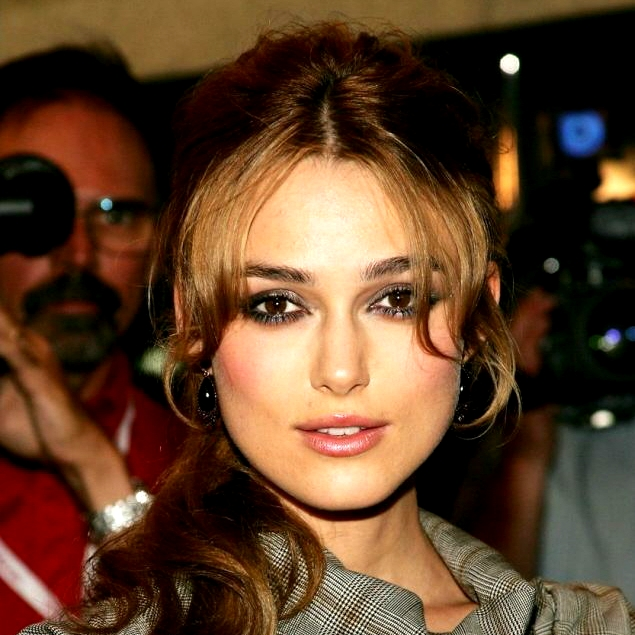
Keira Knightley au Festival du Film de Toronto, en 2005, pour la première du film.

- Carey Mulligan (VF : Caroline Lallau ; VQ : Pascale Montreuil) : Catherine (Kitty) Bennet
- Talulah Riley (VF : Edwige Lemoine ; VQ : Catherine Bonneau) : Mary Bennet
- Donald Sutherland (VF : Bernard Tiphaine ; VQ : Jean-Marie Moncelet) : Mr Bennet
- Brenda Blethyn (VF : Claude Chantal ; VQ : Élise Bertrand) : Mrs Bennet
- Rupert Friend (VF : Denis Laustriat) : Mr Wickham
- Claudie Blakley (VF : Brigitte Berges ; VQ : Marjorie Smith) : Charlotte Lucas
- Sylvester Morand (en) : Sir William Lucas
- Penelope Wilton : Mrs Gardiner
- Peter Wight : Mr Gardiner
- Cornelius Booth : le colonel Fitzwilliam
- Judi Dench (VF : Evelyn Séléna) : Lady Catherine de Bourgh
- Tom Hollander (VF : Arnaud Arbessier) : le révérend Collins
- Tamzin Merchant (VF : Adeline Chetail) : Georgiana Darcy
- Meg Wynn Owen (en) : Mrs Reynolds, la gouvernante de Pemberley

## Production

### Genèse et préproduction
Conscient du rayonnement de la série télévisée en six épisodes de 50 minutes, Orgueil et Préjugés tournée pour la BBC en 1995 par Simon Langton, avec Colin Firth dans le rôle de Darcy et Jennifer Ehle dans celui d'Elizabeth, Joe Wright conçoit son film en partie comme une réaction à cette œuvre, à de nombreux niveaux : le choix des cadres, le style des personnages (sa Mrs Bennet est plus discrète, son Mr Collins plus déroutant et pas vraiment comique), et même l'époque, puisque l'action se déroule non en 1813 (année de la parution du roman) mais en 1797, année de l'écriture de First Impressions, première version d'Orgueil et Préjugés.
Au début du film, on peut voir justement Elizabeth lire un livre intitulé First Impressions, clin d'œil au titre initialement choisi par Jane Austen, avant qu'elle ne le change pour Pride and Prejudice.
Le producteur-adjoint, Paul Webster, a signalé la difficulté de trouver un acteur pour interpréter le personnage de Darcy et succéder à Colin Firth tant il a marqué le rôle. En ce qui concerne les relations entre les deux personnages principaux, l'attirance amoureuse de Darcy pour Elizabeth est amplifiée. Ce qui, dans le Darcy de Colin Firth, était un conflit entre son attirance pour Elizabeth (manifestée par son regard qui la poursuit et la « couve ») et la conscience de sa position sociale devient, dans le Darcy joué par Macfadyen, un malaise qui se transforme en détresse.

### Lieux de tournage
Le tournage s'est entièrement déroulé en Angleterre, au cours de l'été 2004, dans les lieux suivants : Groombridge Place dans le Kent (Longbourn) ; Basildon Park (en) dans le Berkshire (Netherfield) ; Stamford (Meryton) ; Burghley House dans le Cambridgeshire (Rosings Park) ; Chatsworth House dans le Derbyshire (Pemberley) et Wilton House, près de Salisbury dans le Wiltshire (certains intérieurs de Pemberley) ; les jardins de Stourhead, avec son temple d'Apollon et son pont palladien (le parc de Rosings Park) ; Montagu’s Hospital à Weekley dans le Northamptonshire (Hunsford) ; Haddon Hall, au sud de Bakewell (l'auberge de Lambton) ; Stanage Edge dans le Peak District (le voyage d'Elizabeth dans le Derbyshire). Des scènes furent tournées dans le village d'Edensor à côté de Chatsworth House, ainsi qu'à Warminster et Salisbury dans le Wiltshire.
Seule la séquence du bal de Meryton a été tournée en studio, car il est à peu près impossible de trouver encore des salles de bal de ce genre.

### Musique
La musique du film, d'inspiration romantique (on a évoqué Beethoven jeune et Chopin), a été composée par Dario Marianelli. Elle est jouée par le English Chamber Orchestra, dirigé par Benjamin Wallfisch. Au piano, Jean-Yves Thibaudet. Au violon solo, Aidan Broadbridge, au violoncelle Caroline Dale (en). Les 17 morceaux originaux ont pour titre :
- Dawn (Aurore)
- Meryton Townhall (Salle de bal de Meryton)
- Arrival at Netherfield (Arrivée à Netherfield)
- The Militia Marches In (Défilé de la milice)
- Another Dance (Autre Danse)
- Stars and Butterflies (Étoiles et papillons)
- A Postcard to Henry Purcell (Carte-postale à Henry Purcell)
- Leaving Netherfield (Départ de Netherfield)
- The Secret Life of Daydreams (La Vie secrète des rêveries)
- Darcy's Letter (La Lettre de Darcy)
- Liz on Top of the World (Liz sur le toit du monde)
- The Living Sculptures Of Pemberley (Les vivantes sculptures de Pemberley)
- Georgiana
- Can't Slow Down (Ne ralentissez pas)
- Your Hands Are Cold (Vos mains sont froides)
- Mrs Darcy (seulement dans la version américaine)
- Credits (Générique)

La danse de Darcy et Elizabeth à Netherfield, A Postcard to Henry Purcell, reprend l'air célèbre du rondeau de la musique de scène d’Abdelazer ou la Revanche du Maure de Henry Purcell, précédemment utilisé par Benjamin Britten en 1946 dans les variations pour orchestre de The Young Person's Guide to the Orchestra. La musique qui accompagne la danse de Darcy et Caroline Bingley est aussi du Purcell, Tythe Pig, extrait de King Arthur.
Le premier thème (Dawn) joué au début au piano est spécifique à Elizabeth. Repris à la fin, dans Mrs Darcy, il est aussi joué par Elizabeth lorsque Lady Catherine lui demande de se mettre au piano à Rosings Park et par Georgiana la première fois qu'on l'entend jouer à Pemberley.
La musique d'ambiance, orchestrale, se marie plus ou moins adroitement avec une musique d'écran qui pastiche celle de l'époque, que ce soit pour les danses (Meryton Townhall, Another Dance) ou la musique militaire (The Militia Marches In). Des œuvres originales sont aussi interprétées : un prélude de Chopin, les contredanses nommées The Bishop (L'Évêque) lorsqu'Elizabeth danse avec Mr Collins, Dutch Dollars, Black Bess, Duke of Gloucester's March. Mrs Bennet fredonne Greensleeves à la fin.

## Analyse: comparaison entre le film et le roman

### Personnages

#### Elizabeth Bennet
Orgueil et Préjugés de Joe Wright centre le récit sur Elizabeth, lui gardant son statut d'héroïne positive comme la littérature sait en offrir à l'admiration des jeunes lectrices. Sa transposition au cinéma dans cette version, l'a, en apparence, bien moins changée que la version cinématographique de 1940, se contentant de moderniser son langage et de lui donner un air résolument jeune, provoquant et sensuel, par le choix de Keira Knightley. Celle-ci a l'âge du personnage mais déjà un statut de star et sa prestation a été particulièrement appréciée d'un public jeune. On l'a comparée à une jeune Audrey Hepburn, exprimant « davantage que Jennifer Ehle l'espièglerie fondamentale et l'insolence juvénile d'Elizabeth, ce qui rend sa transformation finale particulièrement émouvante ».

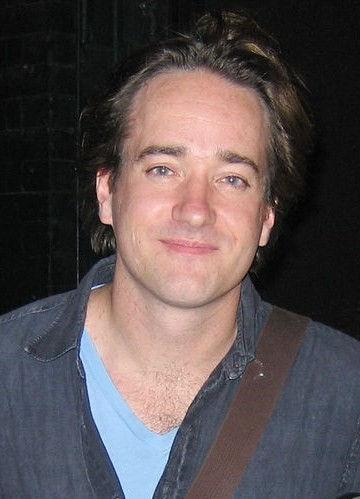
Matthew Macfadyen joue un Darcy romantique, plus timide qu'orgueilleux.

Mais ce qui était trop d'époque, comme la retenue ou l'aspect Conduct Novel, a été gommé. Ainsi, Elizabeth parle souvent à sa mère avec un manque de respect évident et incite Jane à attirer l'attention de Bingley. Le film s'attache plus à montrer, dans une vision romantique, l'acceptation par Elizabeth de son attirance pour Darcy que les étapes de son évolution psychologique.
Le choix de vêtements sombres pour Elizabeth, verts ou brun foncé, souligne ses liens avec son père et avec la terre. Ses larges enjambées et sa démarche énergique sont l'expression de sa détermination et de sa rapidité de décision.

#### Mr Darcy
Cette version présente en Darcy un héros romantique à la Byron. Il a une stature imposante, soulignée par la prise de vue (il masque les autres personnages, les chaises de Netherfield ont l'air un peu fragiles pour ses longues jambes), mais c'est un jeune homme plus timide qu'orgueilleux, moins snob que mal à l'aise en public : son défaut majeur est moins l'orgueil qu'une sorte de maladresse agressive dans son comportement. Écrasé par les responsabilités qui lui incombent depuis la mort de ses parents, il se trouve impuissant devant cet amour passionné et jaloux qui le subjugue corps et âme et le rend souvent muet.
Le personnage que joue Matthew Macfadyen a aussi beaucoup de mal à échapper à sa conception hiérarchisée, cloisonnée et rigide de la société. Or il doit arriver à admettre une vision plus romantique de la vie pour être accepté par Elizabeth. Mais leur attirance réciproque est précoce : elle est visible dès la scène orageuse de la première demande en mariage. Cependant Darcy doit encore mûrir émotionnellement. Son évolution psychologique est marquée par l'évolution de sa tenue vestimentaire qui devient progressivement moins raide et moins compassée au fur et à mesure que se déroule le récit.
Le thème des mains est récurrent tout au long du film et un symbolisme fort est attaché aux siennes, souligné par les gros-plans sur son poing qui se serre compulsivement après chaque rencontre avec Elizabeth.

#### George Wickham

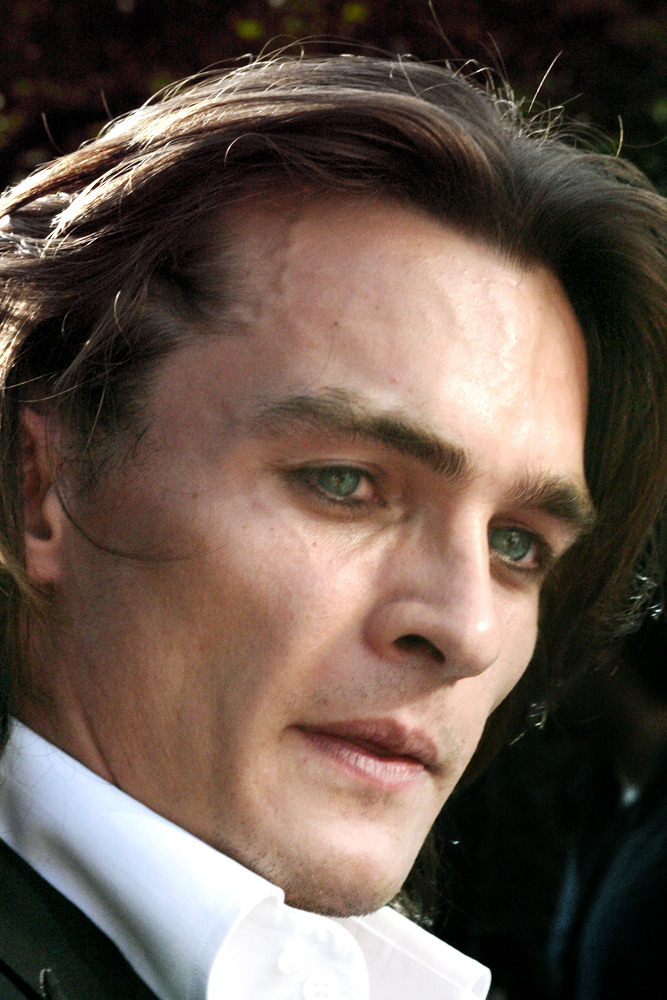
Rupert Friend campe un Wickham inquiétant.

Comme l'intrigue est centrée sur la relation Darcy-Elizabeth, le personnage de Wickham est réduit à sa fonction d'opposant, mais Rupert Friend joue un Wickham sombre et inquiétant, « au charme reptilien d'un beau sociopathe », ce qui laisse présager pour Lydia un mariage malheureux. Il se montre d'ailleurs brutal avec elle lorsqu'il la repousse dans la voiture, alors qu'elle fait des adieux à sa famille en quittant définitivement Longbourn.
Ses conversations avec Elizabeth sont réduites à deux courtes scènes, une brève discussion dans une boutique à propos de rubans et une autre près de la rivière, ce qui lui suffit pour faire une mauvaise réputation à Darcy. Mais si l'attirance qu'Elizabeth éprouve pour lui dans le roman est pratiquement supprimée, la forte présence physique de Rupert Friend a des connotations érotiques, gardant à Wickham son rôle de pierre d'achoppement dans les relations amoureuses entre Darcy et Elizabeth. C'est visible à Netherfield, au cours du bal, quand Elizabeth accuse Darcy de l'avoir indignement traité, et surtout pendant la scène de la première demande en mariage où il a une véritable réaction de jalousie lorsqu'elle évoque Wickham, ce qui crée entre eux cette forte tension érotique qui débouche sur un presque baiser.

#### Mr et Mrs Bennet

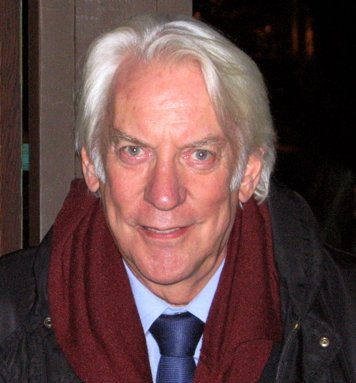
Donald Sutherland joue un père affectueux, mais un peu trop absent.

Si Elizabeth a un tempérament volontaire et un petit côté intellectuel qui peuvent rappeler Jo March, la puinée et héroïne de Little Women (écrit en 1867 par la romancière américaine Louisa May Alcott), sa mère est présentée comme une femme plutôt raisonnable, quoique vulgaire, sous ses airs évaporés. C'est elle qui maintient la cohérence de la cellule familiale, alors que le père, enfermé dans son étude, est trop absent. Brenda Blethyn joue en effet une vraie mère poule, inquiète pour l'avenir de sa progéniture, non la femme sotte et égoïste du roman, que son mari prend plaisir à ridiculiser.
D'ailleurs, les Bennet forment une famille unie et le scénario ne confère pas aux Gardiner le rôle de parents de substitution qu'ils ont dans le roman. Le Mr Bennet que campe Donald Sutherland, loin d'être un père négligent, montre de l'intérêt pour toutes ses filles, pas seulement pour Elizabeth : ainsi, il va consoler Mary, après sa ridicule prestation à Netherfield. Manifestant une tendre indulgence pour sa femme, il l'accompagne au bal de Meryton, l'appelle Blossom et évoque avec elle, dans la scène où on les voit dans le lit conjugal, sa satisfaction de voir unis Jane et Bingley, « ces deux jeunes gens aux caractères si semblables ». Dans le roman, c'est à Jane elle-même que Mr Bennet fait, avec un peu d'ironie, ses remarques, sa mère ne parlant que d'argent et de bien-être matériel.

#### Autres personnages
En revanche, Bingley et Collins sont tous deux utilisés dans un but volontairement divertissant. Bingley, joué par Simon Woods est un personnage assez comique, et Tom Hollander campe un Collins aux manières vieillottes plutôt ridicules, mais n'est pas présenté de façon aussi satirique que dans le roman.
Cependant, comme dans la plupart des adaptations, un certain nombre de personnages secondaires sont supprimés, en particulier Maria, la jeune sœur de Charlotte Lucas ; Mrs Philips, la sœur de Mrs Bennet et les quatre enfants des Gardiner ; les Hurst (Louisa Hurst est la sœur aînée de Charles et Caroline Bingley).

### Lieux

#### Habitations et paysages

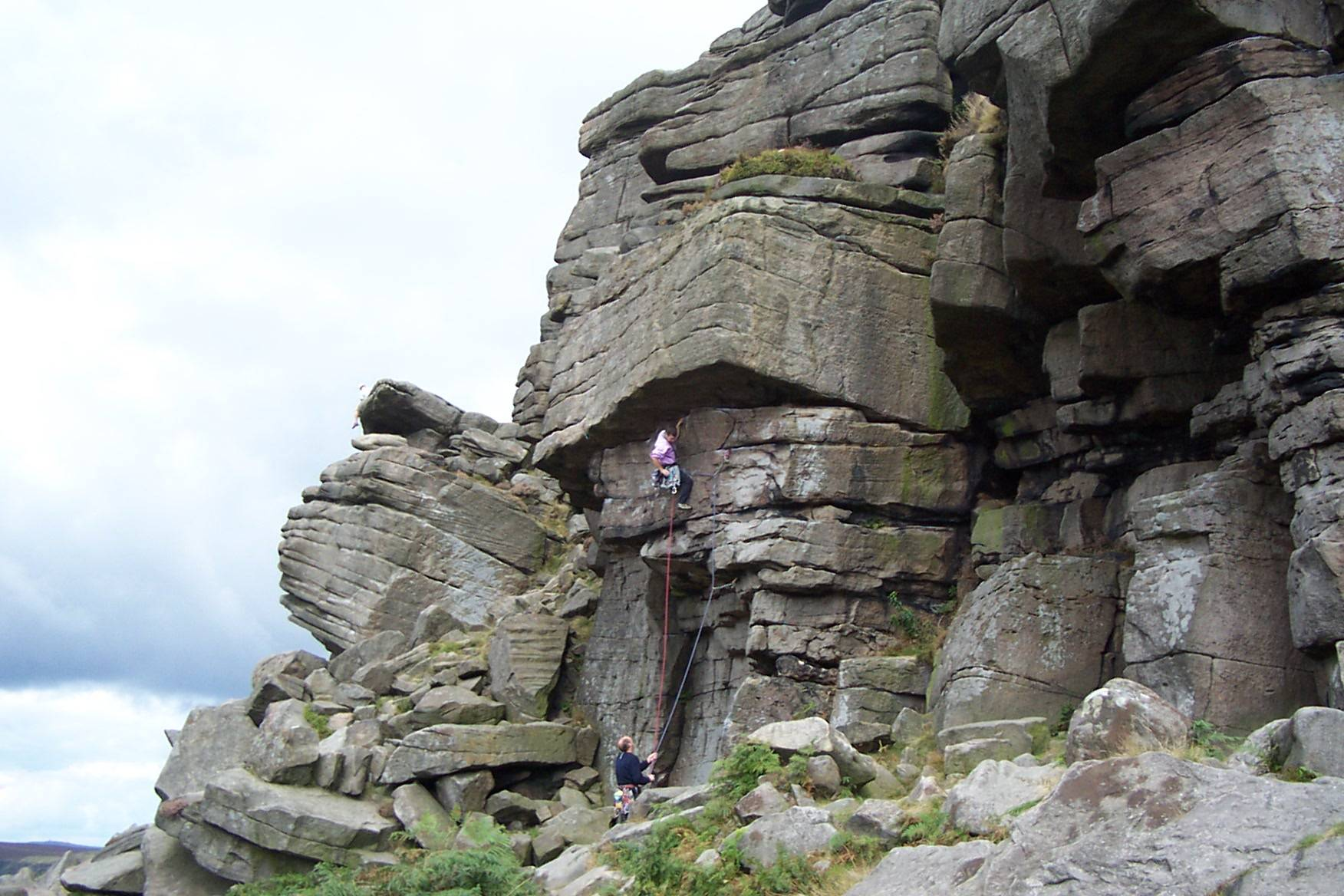
The Tippler, une des falaises de Stanage Edge, d'où Elizabeth contemple le panorama du Derbyshire.

Le film respecte bien les différences de statut entre les diverses habitations, de Longbourn à Pemberley, même si le lieu choisi pour représenter Longbourn, Groombridge Place, peut paraître un peu trop délabré pour être la demeure d'un gentleman. C'est un manoir du XVIIe siècle entouré d'une douve, accolé à une grosse ferme où s'ébattent poules, oies, cochons et ruminants et où du linge sèche dans la cour. Comme dans La Belle et la Bête de Jean Cocteau, l'aspect négligé de l'antique habitation souligne que les occupants sont une vieille famille dont la situation sociale se dégrade lentement et qui n'est pas loin de la ruine. C'est aussi une maison un peu encombrée et pleine de vie, ce dont témoignent les rapides panoramiques et zooms fréquents sur les mouvements des divers membres de la famille. Deborah Moggach, revenant sur l'écriture du scénario rappelle la volonté de Joe Wright de donner cette impression de vie : les actrices ont dû passer une semaine entière dans la maison qui leur est devenue très familière. Il fallait que le public sente que c'était « un monde réel, avec de la boue, de la pauvreté et du dénuement », que les Bennet risquent réellement de tomber dans la pauvreté. « Pour un public moderne, la maison des Bennet donne vraiment cette impression, comme dans la scène d'ouverture, quand Elizabeth traverse la cour remplie de linge en train de sécher ». Mais la vue d'ensemble de la maison, encadrée par deux grands arbres à l'intersection d'un large chemin de terre, ainsi que les activités de Mr Bennet (qui aime les plantes et cultive des orchidées) suggère la demeure d'une famille qui a domestiqué son environnement pour le rendre productif.
Les vastes pièces lumineuses et peu meublées de Netherfield en revanche sont plus intimidantes. Elles suggèrent l'installation récente d'un nouveau riche et une certaine stérilité. Les personnages, Caroline Bingley en particulier, s'y déplacent avec une solennité apprêtée.
Les divers paysages sont essentiellement utilisés pour souligner la liberté et l'indépendance d'esprit d'Elizabeth (à l'image de l'envol des cygnes), mais l'héroïne est souvent noyée dans la vastitude du paysage : elle est filmée de loin lorsqu'elle va voir sa sœur malade à Netherfield, ou en vue aérienne lorsqu'elle se tient au bord d'une falaise (Stanadge Edge) dans le Peak District.

#### Une symbolique particulière

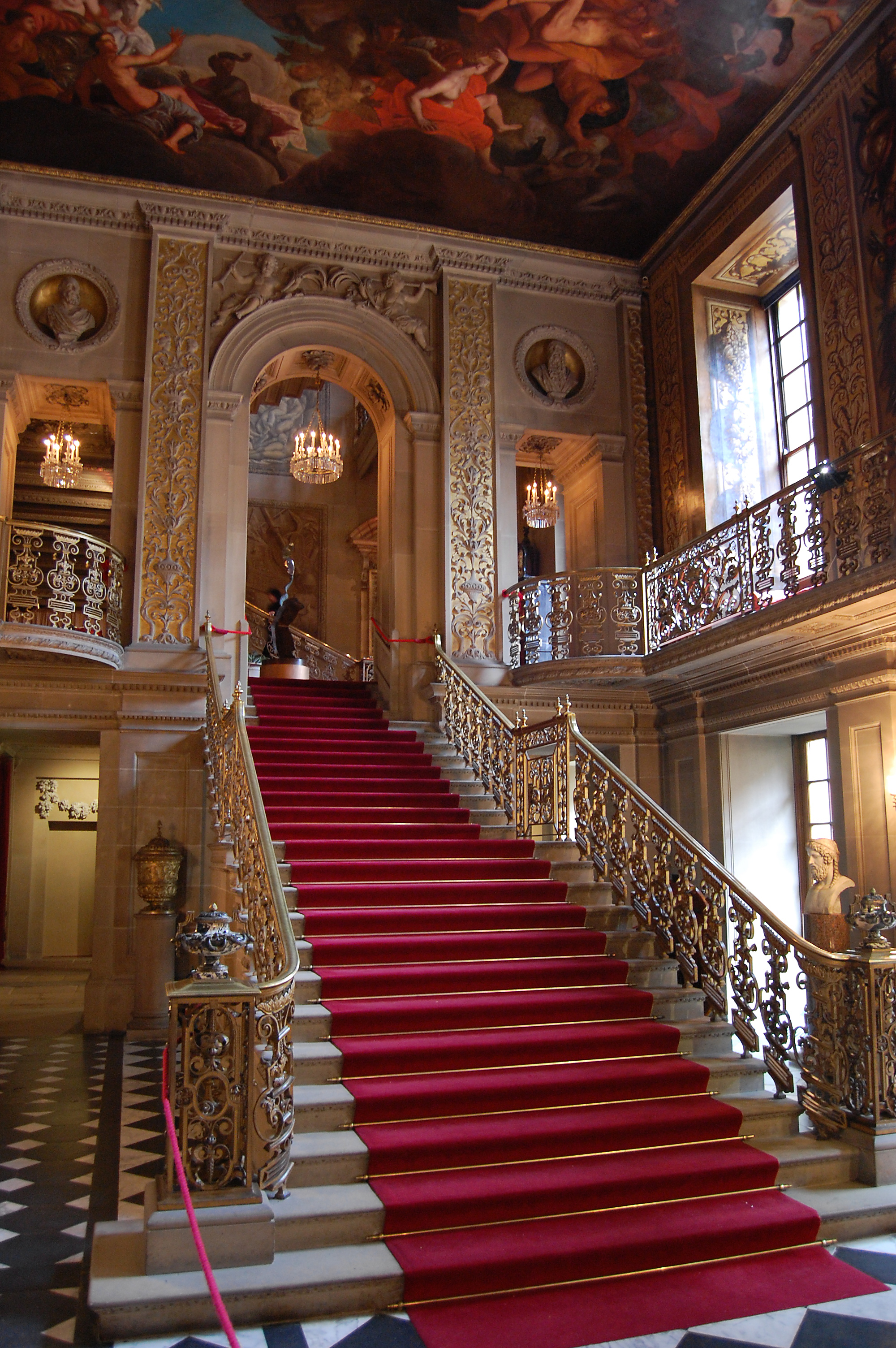
Le grand escalier de Chatsworth House (Pemberley).

Le film prend des libertés par rapport aux utilisations symboliques habituelles des paysages et des intérieurs dans les romans de Jane Austen. Des scènes qui se passent à l'intérieur dans Orgueil et Préjugés, comme la scène où Mrs Bennet demande à son mari de forcer Elizabeth à épouser Mr Collins (dans la bibliothèque de Mr Bennet), ou la scène-clé de la première demande de Darcy (dans un salon à Hunsford) sont tournées en extérieurs, car le film accorde plus d'importance au statut d'Elizabeth, dont le pouvoir est associé à l'extérieur, qu'à la symbolique austenienne des lieux.
La première demande de Darcy se passe dans un lieu (le temple d'Apollon à Stourhead) dont rien n'indique qu'il est relié à Rosings ou à Hunsford, ce qui montre bien le côté essentiellement métaphorique de cette scène. Ce sont ici les éléments (la pluie, l'orage) et les gestes plus que les mots qui, de façon très expressionniste, illustrent les sentiments profonds des personnages.
D'autres scènes, qui se passent à l'extérieur dans le roman ont lieu à l'intérieur dans le film : la discussion entre le colonel Fitzwilliam et Elizabeth n'a pas lieu dans le parc de Rosings mais dans l'église paroissiale, pendant un pesant sermon de Mr Collins ; la scène de la remise de sa lettre par Darcy a lieu dans la pénombre du presbytère et évoque une ambiance à la Vermeer : il la dépose sur le rebord de la fenêtre à côté d'Elizabeth qui le voit dans un miroir ; l'arrivée de Charlotte interrompt la lecture d'Elizabeth, que l'on ne voit pas, comme dans le roman, prendre longuement le temps de réfléchir au contenu de cette lettre ; Lady Catherine, enfin, arrive de nuit (preuve d'un manque évident de savoir-vivre) et rencontre Elizabeth dans le salon des Bennet et non dans l'« assez joli petit bois qui longe la pelouse ». On peut supposer qu'à ce moment, Elizabeth est assez sûre de ses sentiments pour s'opposer à Lady Catherine dans un espace clos, qui n'est pas associé à son indépendance.
En revanche, si le film montre en une longue prise au grand angle la route qui mène à Pemberley, dévoilant au spectateur la splendeur et la grande dimension du domaine, les rencontres entre Darcy et Elizabeth à Pemberley se passent, sans les Gardiner, dans les appartements privés. Elizabeth, après la visite de la galerie de sculptures y erre, seule, musant de pièce en pièce, jusqu'à ce qu'elle soit attirée par le son d'un piano. Comme le personnage d'un jeu vidéo, elle entraîne le spectateur à sa suite dans la profondeur du décor, suivie par la caméra. La prise de vue alterne les longs travellings et les cadrages serrés sur Elizabeth/Keira Kneightley jusqu'au salon de musique où elle observe Georgiana dans l'entrebaillement d'une porte, puis jusqu'à une terrasse où Darcy la rattrape. Chatsworth House n'est qu'un somptueux décor, le lien profond que le roman établit entre le caractère de Darcy et l'aspect de son domaine, ce qui permet finalement à Elizabeth de le comprendre, n'apparaît pas ici.

## Accueil

### Accueil de la critique et du public
L'accueil fut plutôt favorable, en particulier aux États-Unis, où le film a tenu 16 semaines, de novembre 2005 à mars 2006 et rapporté 38,5 millions de dollars, soit 31,7 % de ses gains totaux (121 millions de dollars).
Certains critiques soulignèrent que la durée du film (deux heures) ne permettant pas de rendre toute la complexité du roman, il ne fait pas vraiment de l'ombre à la version télévisée de 1995. Les reproches concernent essentiellement les « libertés inacceptables » prises avec le roman, qui font du film une adaptation plus proche d'un roman des Brontë que de Jane Austen. Ainsi, en voyant la scène de la première déclaration de Darcy, sous une pluie battante, Joan Klingel Ray, présidente de JASNA, « eut l'impression d'assister à la première rencontre entre Rochester et Jane Eyre ».
Keira Knightley, dont on a souligné qu'elle avait, contrairement à Jennifer Ehle, pratiquement l'âge de l'héroïne, a en général beaucoup plu et même touché le public, comme Rosamund Pike dans le rôle de Jane Bennet. L'air « constamment boudeur » et « trop renfrogné » de Matthew MacFadyen divisa davantage, mais son interprétation a « agréablement surpris » jusqu'à des membres de la Republic of Pemberley, plutôt inconditionnels, pourtant, de l'interprétation de Colin Firth.
Certains puristes peuvent cependant reprocher à ce Mr Darcy de ne pas être aussi orgueilleux que dans le roman et de ne pas montrer un réel changement de caractère, « passant trop de temps à ressembler à un jeune Heathcliff », et à Elizabeth Bennet d'être trop « modernisée » : elle est insolente, peu soucieuse des règles de bonne conduite en société (elle pouffe à Meryton en voyant passer les Bingley et Darcy, et fait ses remarques à haute voix lorsqu'il l'a snobée, ne se couvre pas la tête à l'extérieur) alors que dans le roman, même si elle montre un esprit cultivé et indépendant, elle respecte la moralité en usage en ce début de XIXe siècle. De même, alors que, dans le roman, Darcy est touché par ses diverses prestations au piano « pleasing, though by no means capital » et qu'elle supporte patiemment les remarques désobligeantes de Lady Catherine, dans le film, elle en joue fort mal à Rosings Park : Pour Joe Wright, ses fausses notes la rendent « plus humaine ».
Pour ceux qui ne connaissent pas l'adaptation de la BBC ni très bien le roman, ce film est plus que plaisant. Pour les « aficionados » de la série de 1995, les avis risquent d'être partagés.

### Distinctions

#### Récompenses
- Prix du meilleur réalisateur débutant, lors des Boston Society of Film Critics Awards 2005.
- Prix des meilleurs costumes (Jacqueline Durran) et nomination au prix de la meilleure actrice (Keira Knightley), lors des Satellite Awards 2005.

#### Nominations
- Golden Globe 2006 :
  - Meilleur film
  - Meilleure actrice : Keira Knightley
- Oscars du cinéma 2006 :
  - Meilleure actrice : Keira Knightley
  - Meilleure direction artistique : Sarah Greenwood et Katie Spencer
  - Meilleure création de costumes : Jacqueline Durran
  - Meilleure musique de film : Dario Marianelli
- Teen Choice Awards 2006 :

Deux récompenses à cette cérémonie annuelle créée en 1999 et organisée par la chaîne câblée américaine Fox, octroyées par les votes d'adolescents (14 à 17 ans) : Prix du meilleur film dramatique (Choice Movie : Drama) et prix de la meilleure actrice dans un film dramatique (Choice Movie: Drama Actress) à Keira Knightley,.

## Orgueil et Préjugéset le cinéma
- Dans la version européenne la scène finale a été coupée. Du coup, le film se termine assez brutalement, sur la vision de Mr Bennet affirmant qu'il est prêt à recevoir des prétendants pour Mary et Kitty. La scène finale, présente dans la version américaine, très romantique, montre Darcy et « Mrs Darcy » conversant puis s'embrassant dans la nuit de Pemberley. Elle a été supprimée parce qu'elle a été trouvée beaucoup trop sentimentale par les spectateurs britanniques des projections-tests (test-screening)[35].
- Emma Thompson, autrice de cette dernière scène, est remerciée au générique, mais non créditée pour sa participation au scénario. En 1995, elle avait adapté avec succès une autre œuvre majeure de Jane Austen : Raison et Sentiments, d'après son premier roman édité, Sense and Sensibility.
- Dans le documentaire Pride and Prejudice Revisited, diffusé par la BBC le 11 septembre 2005 à l'occasion de la sortie du film, les divers intervenants, dont Sue Birtwistle, Gurinder Chadha, Andrew Davies, Deborah Moggach, Claire Tomalin, évoquent les précédentes adaptations du roman, illustrées par des extraits[36].
- Le roman de Jane Austen a connu de nombreuses adaptations télévisées, mais il s'agit de la seconde adaptation seulement du roman pour grand écran. La première fut réalisée par Robert Z. Leonard en 1940. Il existe cependant deux transpositions au XXe siècle : une transposition de 2003 parmi les étudiants de l'université Brigham Young, Pride and Prejudice : A Latter-Day Comedy et une transposition bollywoodienne tout en musique, Bride and Prejudice, réalisée par Gurinder Chadha en 2004.